# Edival Pontes
Edival Marques Quirino Pontes (ur. 11 października 1997 w João Pessoa) – brazylijski zawodnik taekwondo, brązowy medalista olimpijski z Paryża (2024), olimpijczyk z Tokio (2020).

## Życiorys
W 2021 roku w barwach Brazylii wziął udział w Letnich Igrzyskach Olimpijskich 2020, gdzie w rywalizacji zawodników taekwondo do 68 kilogramów odpadł w pierwszej rundzie z reprezentantem Turcji Hakanem Reçberem. W 2024 roku ponownie reprezentował Brazylię na Letnich Igrzyskach Olimpijskich, gdzie w tej samej konkurencji zdobył brązowy medal, pokonując w decydującym pojedynku reprezentanta Hiszpanii Javiera Péreza.
W 2022 roku zdobył srebrny medal mistrzostw świata w kategorii do 74 kilogramów.